# GBR-Code
Der GBR-Code (nach Guy, Blandford und Roycroft) beschreibt die Stellung auf einem Schachbrett durch eine einfache Zeichenkette. Er kann als Index in Datenbanken und Publikationen von Studiensammlungen verwendet werden, da sich Stellungen mit vergleichbarem Figurenmaterial in ihrem GBR-Code stark ähneln. Hierbei entfallen häufig die Figurenpositionen (3. Teil).
Der GBR-Code ist für Stellungen mit üblichem Material eindeutig. Für Stellungen mit drei oder mehr Figuren einer Sorte werden zusätzliche Angaben benötigt, um die Stellung exakt zu beschreiben.

## Aufbau
Der GBR-Code gliedert sich in vier Teile, die jeweils von einem Punkt voneinander getrennt werden:
1. Eine vierstellige Ziffernfolge gibt die Figurenanzahl an. Von links nach rechts wird die Anzahl der Damen, Türme, Läufer und Springer angegeben. Für jede weiße Figur werden ein und für jede schwarze Figur drei Punkte vergeben. Falls eine Seite mehr als zwei Figuren einer Art besitzt, wird dies durch die Ziffer „9“ dargestellt, die Zahl ist nicht mehr eindeutig. Dies erschwert den Einsatz als eigenes Diagrammcodesystem. Somit ergeben sich folgende Möglichkeiten:
| 0 | keine Figur                                |
| 1 | eine weiße Figur                           |
| 2 | zwei weiße Figuren                         |
| 3 | eine schwarze Figur                        |
| 4 | eine weiße und eine schwarze Figur         |
| 5 | zwei weiße Figuren und eine schwarze Figur |
| 6 | zwei schwarze Figuren                      |
| 7 | eine weiße Figur und zwei schwarze Figuren |
| 8 | zwei weiße und zwei schwarze Figuren       |
| 9 | Rest (mehr als zwei Figuren einer Farbe)   |
2. Eine zweistellige Ziffernfolge gibt die Anzahl der Bauern an (zuerst Weiß und dann Schwarz)
3. Die Positionen der Figuren (jeweils Weiß vor Schwarz) in der Reihenfolge König, Dame, Turm, Läufer und Springer in algebraischer Notation.
4. Die Positionen der Bauern (jeweils Weiß vor Schwarz) in algebraischer Notation.

### Beispiele
Die Grundstellung:
```
4888.88.e1e8d1d8a1h1a8h8c1f1c8f8b1g1b8g8.a2b2c2d2e2f2g2h2a7b7c7d7e7f7g7h7
```

|   | a | b | c | d | e | f | g | h |   |
| 8 |   |   |   |   |   |   |   |   | 8 |
| 7 |   |   |   |   |   |   |   |   | 7 |
| 6 |   |   |   |   |   |   |   |   | 6 |
| 5 |   |   |   |   |   |   |   |   | 5 |
| 4 |   |   |   |   |   |   |   |   | 4 |
| 3 |   |   |   |   |   |   |   |   | 3 |
| 2 |   |   |   |   |   |   |   |   | 2 |
| 1 |   |   |   |   |   |   |   |   | 1 |
|   | a | b | c | d | e | f | g | h |   |

Zweites Beispiel
Eine Stellung mit dem weißen König auf a1, einem schwarzen auf a8 und schwarzen Bauern auf a2 und b2 (zweites Beispiel):
```
0000.02.a1a8.a2b2
```